# Serhij Ratuszniak
Serhij Mykołajowycz Ratuszniak, ukr. Сергій Миколайович Ратушняк (ur. 17 lutego 1961 w Użhorodzie) – ukraiński inżynier i polityk, przedsiębiorca i samorządowiec, w latach 1994–1998 i 2006–2010 prezydent Użhorodu.

## Życiorys
Ukończył studia w Instytucie Politechnicznym w Kijowie, po czym podjął pracę w przedsiębiorstwie meblowym w Użhorodzie. Był zatrudniony m.in. jako inżynier-konstruktor (1986–1987), a później również jako starszy inżynier w laboratorium oraz dyrektor w spółkach. Na początku lat 90. stworzył własną kompanię, pod kontrolą którego znalazło się ponad 50 lokalnych przedsiębiorstw (m.in. bank, towarzystwo ubezpieczeniowe oraz zakłady spożywcze).
3 czerwca 1994 objął urząd prezydenta Użhorodu, na druga kadencję został wybrany w 1998 większością 77% głosów. W 1994 i 1998 nie dopuszczono go do udziału w wyborach do Rady Najwyższej. W 1998 prokuratur przedstawił mu zarzut otworzenia i wykorzystywania poza granicami kraju rachunku bankowego bez zgody NBU, za co w 2000 został aresztowany. W lipcu tego samego roku wybrano go do Rady Obwodowej Zakarpacia (z poparciem 82% wyborców), w której zasiadał do kwietnia 2002. W marcu 2002 uzyskał mandat niezależnego posła do Rady Najwyższej. Wybrano go również na urząd prezydenta miasta, z którego objęcia zrezygnował.
Należał do SDPU oraz partii Hromada, był przewodniczącym jej struktur na Zakarpaciu (1998), później znalazł się w szeregach partii Jedność. Po 2002 współpracował z ruchem Za Jedyną Ukrainę, Demokratycznymi Inicjatywami, Naszą Ukrainą (2003) i Regionami Ukrainy (od 2003). W 2005 znalazł się w Partii Ludowej Wołodymyra Łytwyna. W trakcie posłowania do Rady Najwyższej Ukrainy kilkakrotnie zmieniał frakcje poselskie. Zasłynął niekonwencjonalnym zachowaniem, m.in. wdając się w liczne bójki. W marcu 2006 ponownie wybrany na urząd prezydenta Użhorodu. W wyborach w 2010 nie uzyskał reelekcji na to stanowisko. W 2010 kandydował również na urząd prezydenta Ukrainy (dostał 0,12% głosów).